# Musik non stop
Musik non stop var den första singeln från det svenska rockbandet Kents fjärde album, Hagnesta Hill (1999). Singeln gavs endast ut som maxisingel i en mindre upplaga. Låten vann Rockbjörnen i kategorin "Årets svenska låt". 

## Låtförteckning
1. Musik non stop (4:35)
2. Bas riff (3:33)
3. Önskar att någon... (3:57)

## Låtinformation
Singeln släpptes den 15 november 1999.
Alla låtar är skrivna av Joakim Berg.
Singeln låg på Top 60 Singel Hitlistan i sju veckor och kom som bäst på tredje plats.
Bas riff och Önskar att någon finns även med på B-sidesamlingen B-sidor 95-00.

## Listplaceringar
| Lista (1999-2000) | Topplacering |
| ----------------- | ------------ |
| Finland           | 9            |
| Norge             | 14           |
| Sverige           | 3            |